# Cultivo del azafrán en España
El cultivo del azafrán en España describe la situación del cultivo del azafrán en las diversas zonas de España donde se da este.
El azafrán era uno de los productos que más importancia había tenido en las exportaciones, aunque como consecuencia de una serie de falsificaciones, en la Edad Moderna perdió importancia en el mercado francés, que durante los siglos anteriores había sido uno de los principales clientes de este producto. 
Uno de los medios propuestos en el siglo XVII por el arbitrista aragonés Antonio Cubero para revitalizar el comercio del azafrán fue su exportación a América, donde se cotizaba a precios muy elevados. Las medidas propuestas no fueron llevadas a cabo y el área cultivada fue reduciéndose progresivamente muy rápido.

## Aragón

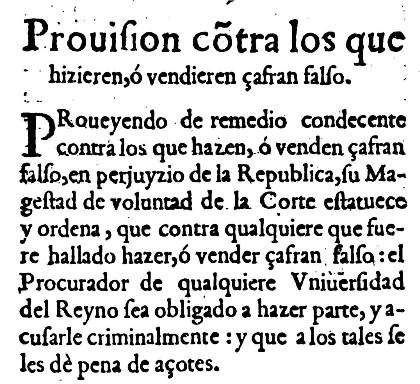
Prohibición contra los que hicieran o vendieran azafrán falso, promulgada en los Fueros de Aragón de 1564

En Aragón el cultivo del azafrán tuvo una gran importancia durante los siglos XVI y XVII. Se extendía por amplias zonas del reino: hacia el norte, su límite se encontraba en Somontano oscense y los pueblos ribereños del Cinca también conocieron este cultivo, siendo Barbastro, el núcleo donde se comercializaba la producción de ambas zonas. En algunos lugares de los Monegros tenía gran importancia, hasta el punto de ser el más importante recurso. Cock, un viajero que recorría las tierras aragonesas a finales del siglo XVI, comentaba que los vecinos de los pueblos monegrinos comían azafrán en gran abundancia y que este era su principal medio de vida. 
En el Bajo Aragón turolense, el azafrán se extendía por toda la comarca y también ocupaba grandes extensiones de terreno en Huesa del Común, en Monreal del Campo y en las serranías montalbinas. Actualmente se ha recuperado el cultivo de azafrán en Teruel.

## Cataluña
El azafrán llegó a Cataluña seguramente de mano de los árabes y ya en la Alta Edad Media se empezó a cultivar, en un principio para consumo propio local, ya que rápidamente la especia se incorporó a la cocina local, y luego también para la exportación. Un estudio hecho en recetarios valencianos de la Alta Edad Media, como el llibre de Sent Soví escrito en idioma valenciano (el libro original manuscrito n.º 216, está en la Biblioteca General e Histórica de la Universidad de Valencia y una copia posterior, ampliada con más recetas, en la Univ. de Barcelona) muestra que era la especia que aparece en un número mayor de recetas, y que continúa siéndolo en otro recetario del renacimiento, escrito también en Idioma valenciano el Llibre del Coch', cuyo autor Robert de Nola, seguramente sería un cocinero valenciano (afincado en Nola, Nápoles, de ahí su nombre) que se llevó para su servicio el rey Alfonso el Magnánimo a su corte napolitana. que fue traducido por expreso deseo del emperador Carlos I al castellano y utilizado también en Castilla durante parte del siglo XVI.
Al contrario que en otros países de Europa, en especial del norte, como Francia o Gran Bretaña, el consumo habitual del azafrán no ha menguado en esta región con el tiempo sino que se ha solidificado. En la actualidad el azafrán se cultiva en Cataluña en la comarca de la Cuenca de Barberá, (Tarragona) y Les Garrigues (Lleida).

## Castilla-La Mancha
El Gobierno regional de Castilla-La Mancha trata de recuperar e incentivar el cultivo de un producto tradicional como es el azafrán, cuyo cultivo y producción se ha reducido drásticamente en los últimos diez años. 
En 1990 este cultivo alcanzaba las 1.820 hectáreas sólo en la provincia de Albacete, con una producción de 8.645 kilogramos de azafrán ya tostado, lo que es la especia propiamente dicho (). 

### Denominación de origenLa Mancha
En el año 1999, cuando se creó la Denominación de Origen La Mancha, la superficie cultivada se redujo hasta las 356 hectáreas, mientras que la producción descendió hasta los 3.107 kilos. Las cifras del año pasado fueron demasiado alarmantes ya que tan sólo quedan 37 hectáreas de cultivo en la provincia de Albacete (con un descenso del 98% en la última década) con una producción que apenas alcanza los 500 kilos (94% menos). 
Por este motivo el Gobierno regional decidió incentivar la producción de azafrán con Denominación de Origen con una orden mediante la que se conceden ayudas al cultivo del azafrán de 1.200 a 1.800 euros por hectárea, en función de la superficie cultivada, con un máximo de 3.000 euros por explotación. Para todo este programa el Gobierno regional reservó una partida presupuestaria de 150.000 euros. Uno de los principales causantes de la caída de la producción y de la superficie cultivada en España, y en Castilla-La Mancha como la mayor productora del país, es la fuerte competencia de azafranes originarios de otros países como Irán, Irak, Grecia o Turquía.
Existen grandes diferencias entre el azafrán de La Mancha al del resto del mundo, debido al proceso tradicional de monda y de tueste de manera natural, que hace que con el estigma del azafrán no se mezclen otras partes de la flor, como ocurre con los azafranes del resto del mundo. Este proceso provoca un poder colorante y aromático de un 40 o 50% por encima de cualquier otro azafrán del mundo.
Todos estos factores hacen que el azafrán de Castilla-La Mancha tenga un precio muy superior al del resto del mundo, lo que hace que le sea muy difícil competir con el resto. Concretamente, el azafrán de la región puede alcanzar un precio de 3000 euros por kilogramo (precios de 2010), mientras que el iraní puede alcanzar un máximo de 1000 a 1500 euros por kilo.
Se destaca el papel que ha jugado la creación de la Denominación de Origen La Mancha para el azafrán, «ya que refuerza los parámetros de calidad que no tienen el resto de azafranes del mundo, e implica un lugar y unos parámetros de elaboración de este producto». 
Por su parte, el presidente del Consejo Regulador de la D.O., Antonio García, explica que el 90 por ciento de la producción de azafrán de La Mancha se exporta a países como Alemania o Estados Unidos, «que reconocen la calidad superior de nuestro azafrán». Antonio García explica que en la región se producen unos 3.000 kilos al año, cerca del 40% en Toledo, que es la mayor productora. En la región hay 320 hectáreas de superficie. 
El presidente de la D.O. explicó que aunque el cultivo de azafrán se ha ido perdiendo en los últimos años, ahora se está recuperando otra vez. Antonio García explicó que se han detectado algunos casos de azafrán iraní que se vendía como español, casos que se han llevado ante la comisión del fraude de la región. Los datos en este sentido son abrumadores por parte del Ministerio de Industria. España produjo en 2010 unos 1.500 kilos; pero en cambio, se exportaron bajo marca española casi 190.000 kilos ya que se vende como español azafrán importado y envasado en España.

### Banco mundial del azafrán
El azafrán es una de las especias más apreciadas y buscadas a lo largo de la historia. Castilla-La Mancha concentra hoy casi toda la producción española de este bulbo y, por ello, en esta comunidad se ubicará el Banco Mundial del Azafrán, que reunirá todas las variedades genéticas de este cultivo repartidas por todo el mundo. además de en Castilla, en la actualidad el cultivo del azafrán se ha recuperado en otras zonas de España donde su uso es muy tradicional y habitual en gastronomía, como es el caso de Aragón y Cataluña (concretamente en la Cuenca de Barberá).
El Banco Mundial de Recursos Genéticos del Azafrán y Especies Afines estará situado en el Centro de Investigación Agraria de Albaladejito, en las cercanías de la ciudad de Cuenca. Enmarcado en el proyecto europeo "Crocusbank", la Comisión Europea se ha comprometido a invertir en él algo más de dos millones y medio de euros para que universidades y empresas de seis países de Europa -España, Italia, Grecia, Francia, Hungría y Reino Unido- y tres de Oriente -Turquía, Egipto y Azerbaiyán- investiguen en torno a una de las especias más caras del mundo. Sus objetivos serán recolectar, mantener, conservar y utilizar los recursos genéticos del azafrán para evitar su desaparición e incrementar su calidad. 
Científicos de estos países han acordado que España albergue este banco genético dada la importancia del cultivo del azafrán en el país a pesar de que en los últimos años ha sufrido una fuerte crisis: el pasado año se recolectaron 800 kilos en 77 hectáreas, frente a los 2800 recogidos en el año 2003 en 238 hectáreas cultivadas. 
"Este Banco Mundial pretende evitar la pérdida de diversidad genética que el azafrán está sufriendo a escala mundial a excepción de países como Irán o India", explica José Antonio Fernández, el catedrático de la Universidad de Castilla-La Mancha que coordinará el proyecto.

## Comunidad Valenciana
Valencia, por su proximidad a las zonas productoras, se convirtió en una época pasada en un importante mercado azafranero en España y se estableció la lonja valenciana del azafrán. A esta ciudad bajaban a lomo de su caballería los labriegos manchegos, aragoneses y valencianos del interior, para vender la cosecha de azafrán y hacer la verdadera "otoñada". Alojándose en las posadas, permanecían el tiempo necesario para vender la mercancía que iban ofreciendo por los ultramarinos, y, una vez conseguido el objetivo, regresaban a sus tierras. 
La lonja del azafrán de la primera mitad del siglo pasado llegó en pocos años a monopolizar este comercio, organizando todas las transacciones de estigmas desde el edificio mercantil destinado a este efecto situado en la calle Botellas. De esta manera el comercio del azafrán comenzó a regularizarse y a tener un mercado firme todo el año, sobre todo para aquellos que llegaban en busca del producto fuera del otoño. 
En pocos años las operaciones comerciales tomaron gran incremento, consiguiendo gran prestigio, hasta el punto que la lonja llegó a tener una especie de boletín de información y control casi absoluto de toda la producción y venta del azafrán. 
Los precios oscilaban mucho de unos años a otros así como en octubre se producía una baja temporada de la cosecha, y alcanzaba las cotizaciones más bajas en noviembre; en diciembre se estabilizaban y a principios de enero se producía una subida vertiginosa que mantenía precios elevados durante todo el invierno. Hasta alcanzar el máximo en febrero, cosa lógica pues en estos meses de nieve no bajaban ningún arriero para vender el producto. En esta época era cuando la lonja empezaba su exportación en cajas especiales, al extranjero y otros mercados nacionales. Hubo ocasiones en que la lonja llegó a tener en almacén unos 45.000 kilogramos de estigmas de azafrán. 
A la puerta de la lonja se reunían los arrieros y compradores que examinaban a plena luz del día el producto. Por ser esta la mejor forma de apreciar la calidad de los estigmas o su posible adulteración. La lonja disponía a su vez de un sistema de pesas y pequeña balanza de fiel muy sensible para las compras realizadas una vez determinada la calidad de las fibras. 
Durante casi medio siglo se mantuvo pujante la lonja valenciana del azafrán. El declive se inició cuando las comunicaciones empezaron a hacerse con mayor fiabilidad, sobre todo cuando el ferrocarril atravesó las regiones cultivadoras de Aragón, Valencia, Extremadura y La Mancha. A partir de este momento surgieron los corredores que iban a buscar mercancías a su lugar de origen. Los corredores locales y los pequeños comercios de los centros de producción dispersaron la influencia centralizadora de la lonja de Valencia, que desapareció con la misma rapidez con que había nacido.
Algunos pueblos importantes situados en la línea del ferrocarril adquirieron pronto cierta importancia como centros azafraneros de carácter comercial enclavados en las zonas productoras. En Teruel el mercado de Calamocha situado en la línea Zaragoza-Valencia acreció la importancia que ya tenía antes.